# Estació de Pradell

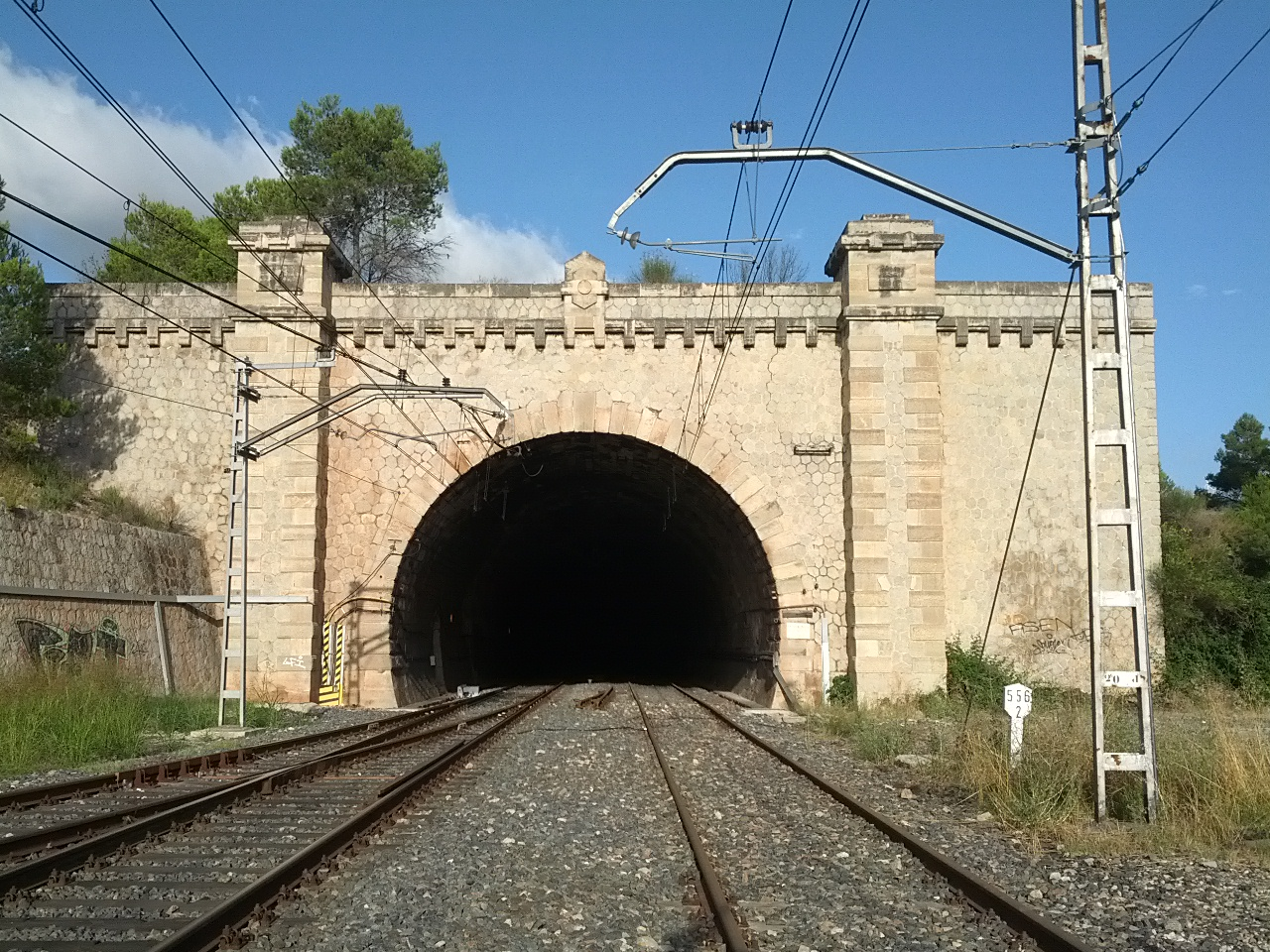
Tunel de l'Argentera per la banda de Pradell de la Teixeta

Pradell és una estació de ferrocarril propietat d'adif situada al municipi de Pradell de la Teixeta, allunyada dels nuclis urbans de Pradell i la Torre de Fontaubella, a la comarca catalana del Priorat. L'estació es troba a la línia Reus-Casp i hi tenen parada trens regionals de la línia R15 de Rodalies de Catalunya i la línia Ca6, ambdues operades per Renfe Operadora.
L'any 2016 va registrar l'entrada de menys de 1.000 passatgers.

## Història
Aquesta estació, projectada inicialment per la Companyia dels Ferrocarrils Directes, va entrar en servei l'any 1890 quan va entrar en servei el tram construït per la Companyia dels Ferrocarrils de Tarragona a Barcelona i França (TBF) entre Reus i Marçà-Falset. Situada a la boca oest del llarg túnel de l'Argentera, la seva importància radicava en factors d'explotació, com a reguladora de la circulació del túnel, amb possibilitat d'encreuament dels combois.
Durant la batalla de l'Ebre al túnel de l'estació de Pradell hi va haver el tren-hospital número 20 de la Segona República Espanyola.
L'estació fou convertida administrativament en baixador el 1985. El mes de maig de 2008 Adif va anunciar que es licitaria la modernització de l'estació per augmentar la seguretat, eficàcia i fiabilitat de les instal·lacions. L'any 2011 hi havia uns 8 trens que feien parada a l'estació, l'edifici de viatgers es troba tancat i no hi ha personal.

## Edificis de l'estació
El conjunt d'edificis de l'estació consten d'un cos principal destinat a l'estació pròpiament dita, serveis, subestació elèctrica i annexes. L'edifici principal és de planta rectangular, bastit d'obra i maçoneria, arrebossades i pintades, amb planta baixa i un pis i cobert per teulada a quatre vessants, amb careners de teula vidriada. A la façana d'entrada hi ha una finestra i dues portes a la planta baixa i tres finestres al pis, destinat a habitatge, mentre que a la de les vies hi ha tres portes i tres finestres. Als paraments laterals s'obre una finestra per planta i al de ponent hi ha una cisterna. Sengles plaques metàl·liques duen el nom de l'estació.
Està inclòs en l'Inventari del Patrimoni Arquitectònic de Catalunya.

## Serveis ferroviaris
| Serveis regionals de Rodalies de Catalunya |              |       |                        |                                                          |
| Procedència/Destinació                     | <            | Línia | >                      | Procedència/Destinació                                   |
| Móra la Nova Flix Riba-roja d'Ebre         | Marçà-Falset |       | Duesaigües-L'Argentera | Barcelona-Estació de França Barcelona-Sant Andreu Comtal |
| Casp Saragossa-Delicias                    | Marçà-Falset |       | Duesaigües-L'Argentera | Barcelona-Estació de França Barcelona-Sant Andreu Comtal |